# Ilja Kasjavy
Ilja Jawhenavitsj Kasjavy (Wit-Russisch: Ілья Яўгенавіч Кашавы) (Minsk, 20 maart 1991) is een Wit-Russisch wielrenner die anno 2018 rijdt voor Wilier Triestina-Selle Italia.

## Carrière
Nadat Lampre-Merida zijn contract, dat in 2016 afliep, niet wilde verlengen, moest Kasjevy noodgedwongen op zoek naar een nieuwe werkgever. Omdat hij geen aanbiedingen kreeg   deed hij via Twitter een oproep. Halverwege december maakte hij bekend dat zijn oproep succes had, aangezien Wilier Triestina-Selle Italia hem een contract had aangeboden.

## Belangrijkste overwinningen
2011
 Wit-Russisch kampioen ploegenachtervolging, Elite
2012
 Wit-Russisch kampioen puntenkoers, Elite
2013
GP Liberazione
2015
7e etappe Ronde van het Qinghaimeer

## Resultaten in voornaamste wedstrijden
| Jaar | Ronde van Italië | Ronde van Frankrijk | Ronde van Spanje |
| ---- | ---------------- | ------------------- | ---------------- |
| 2015 |                  |                     | 144e             |
| 2016 | 97e              |                     | 151e             |
| 2017 | 155e             |                     |                  |
| 2018 |                  |                     |                  |

| Jaar | Ronde van Lombardije |  | WK op de weg |  | Wereldranglijsten |
| ---- | -------------------- |  | ------------ |  | ----------------- |
| 2015 | 87e                  |  |              |  | 149e (UWT)        |
| 2016 |                      |  |              |  |                   |
| 2017 | 56e                  |  |              |  |                   |
| 2018 | 93e                  |  | opgave       |  |                   |

## Ploegen
- 2013 –  Androni Giocattoli-Venezuela (stagiair vanaf 1-8)
- 2014 –  Lampre-Merida (stagiair vanaf 1-8)
- 2015 –  Lampre-Merida
- 2016 –  Lampre-Merida
- 2017 –  Wilier Triestina-Selle Italia
- 2018 –  Wilier Triestina-Selle Italia

Anacona · Bonifazio · Bono · Cattaneo · Cimolai · Conti · Costa  · Cunego · Dodi · Đurasek · Favilli · Ferrari · Horner · Modolo · Mori · Niemiec · Oliviera · Palini · Polanc · Pozzato · Richeze · Serpa · Ulissi · Valls · Wackermann · Xu · Kasjavy (stagiair) · Vaccher (stagiair)
Bonifazio · Bono · Cattaneo · Cimolai · Conti · M. Costa · R. Costa · Đurasek · Feng · Ferrari · Grmay · Kasjavy · Modolo · Mori · Niemiec · Oliviera · Pibernik · Plaza · Polanc · Pozzato · Richeze · Serpa · Ulissi · Valls · Xu · Ganna (stagiair) · Pacioni (stagiair) · Ravasi (stagiair)
Arashiro · Bono · Cattaneo · Cimolai · Conti · M. Costa · R. Costa · Đurasek · Feng · Ferrari · Grmay · Kasjavy · Kump · Meintjes · Modolo · Mohorič · Mori · Niemiec · Petilli · Pibernik · Polanc · Ulissi · Xu · Zurlo · Masnada (stagiair) · Ravasi (stagiair) · Troia (stagiair)
Amezqueta · Andriato · Belletti · Bertazzo · Busato · Cecchin · Draperi · Ducournau · Fedi · Flórez · Fonzi · Godoy · Kasjavy · Mareczko · Martínez · Mosca · Pozzato · Rodríguez · Trosino · Turrin · Zhupa · Colonna (stagiair) · Marcelli (stagiair) · Raggio (stagiair)
Bertazzo · Bevilacqua · Busato · Coledan · Flórez · Fonzi · Kasjavy · Mareczko · Mosca · Pacioni · Pozzato · Raggio · Rosa · Turrin · Velasco · Zardini · Zhupa